# Wszystko co utraciłem
Wszystko co utraciłem – utwór zespołu IRA pochodzący z pierwszej po siedmioletniej przerwie, płyty Tu i Teraz. Kompozycja zamieszczona została na dziesiątej pozycji na krążku, trwa 4 minuty i 14 sekund.
Brzmienie utworu utrzymane w łagodniejszym melodyjnym rockowym klimacie. Tekst do piosenki napisał Wojciech Byrski, natomiast kompozytorami są Artur Gadowski oraz Zbigniew Suski. Utwór był dość często grany na trasie promującej krążek, oraz został zagrany na koncercie w studiu Programu III Polskiego Radia 24 czerwca 2002 roku. Obecnie utwór nie jest grany na koncertach przez zespół.

## Muzycy
- Artur Gadowski – śpiew, chór
- Wojtek Owczarek – perkusja
- Piotr Sujka – gitara basowa, chór
- Zbigniew Suski – gitara elektryczna
- Wojtek Garwoliński – gitara elektryczna
- Mateusz Noskowiak – chór